# Morální hazard
Morální hazard nastává, když se jedinec či společnost chová jinak v případě, že nese plné riziko, a jinak, když je riziko umenšeno pojištěním, zárukou, dominantním postavením na trhu či jinou podobnou skutečností.

## Pojišťovnictví
V pojišťovnictví může morální hazard způsobit nemalé škody především při pojištění na jedno riziko. Pojištěný na pojištění spoléhá a to může samo o sobě vést k pojistné události.

## Správa majetku státu
Osoby, které spravují státní majetek a nenesou za něj hmotnou zodpovědnost, mohou snadno podléhat morálnímu hazardu, protože za rizika plynoucí z jejich rozhodování ručí stát.

## Bankovnictví
V bankovnictví může mít morální hazard několik forem. Bankovnictví samo o sobě je na pojištění navázáno. Jedná se zde například o zákonné pojištění vkladů, ale i jiná pojištění. Pojištění, státní záruky a jiné garance mohou vyvolat představu sníženého rizika podnikání zejména v úvěrové a investiční oblasti.

## Měnová politika
Vědomí možnosti výroby peněz s nuceným oběhem nebo vědomí záruk, které skýtá společná měna, vede k devalvaci nebo státnímu bankrotu.